# الفيلق الألماني/الهولندي الأول
الفيلق الألماني/الهولندي الأول هو تشكيل متعدد الجنسيات يتكون من وحدات من كل من الجيش الهولندي الملكي والجيش الألماني. كما يشارك المقر الرئيسي للفيلق في دورات الاستعداد لقوة الرد التابعة لحلف الناتو . يقع في مونستر ( شمال الراين وستفاليا )، المقر السابق للفيالق الأول للجيش الألماني، والذي تطور منه فيلق ألماني / هولندي. لدى الفيلق مسؤوليات تشغيلية وطنية ومتعددة الجنسيات، وضابطه القائد هو الوحيد في أوروبا الذي لديه OPCON في وقت السلم.
نظرًا لدورها كمقر لقوات حلف شمال الأطلنطي العليا، فإن جنودًا من الدول الأعضاء الأخرى في الناتو والولايات المتحدة والنرويج وإسبانيا وإيطاليا والمملكة المتحدة وفرنسا واليونان وتركيا وجمهورية التشيك وبلجيكا يتمركزون أيضًا في مونستر.

## التاريخ
في عام 1991، قرر وزيرا الدفاع في هولندا وألمانيا إنشاء مقر ثنائي القومية ليحل محل مقر الفيلق الألماني ومقر الفيلق الهولندي. في عام 1993 تم التوقيع على معاهدة بين البلدين مما أدى إلى اندماج مقرين مستقلين سابقين لتشكيل 1 فيلق (ألماني / هولندا) فيلق HQ أو 1 (GE / NL) فيلق يتكون من فرقة ألمانية وفرع هولندي.

### القادة
| رقم | اسم                       | بلد     | بداية التعيين  | نهاية التعيين  |
| --- | ------------------------- | ------- | -------------- | -------------- |
| 10  | الفريق ألفونس ميس         | ألمانيا | 9 مايو 2019    | ---            |
| 9   | الفريق ميشيل فان دير لان  | هولندا  | 7 أبريل 2016   | 9 مايو 2019    |
| 8   | الفريق فولكر هالباور      | ألمانيا | 25 سبتمبر 2013 | 7 أبريل 2016   |
| 7   | الفريق تون فان لون        | هولندا  | 13 أبريل 2010  | 25 سبتمبر 2013 |
| 6   | الفريق فولكر ويكر         | ألمانيا | 1 يوليو 2008   | 13 أبريل 2010  |
| 5   | الفريق توني فان ديبينبروج | هولندا  | 1 يوليو 2005   | 1 يوليو 2008   |
| 4   | الفريق نوربرت فان هايست   | ألمانيا | 4 يوليو 2002   | 1 يوليو 2005   |
| 3   | الفريق مارسيل أورلنغس     | هولندا  | 22 مارس 2000   | 4 يوليو 2002   |
| 2   | الفريق كارستن أولتمانز    | ألمانيا | 27 نوفمبر 1997 | 22 مارس 2000   |
| 1   | الفريق رورد ريتسما        | هولندا  | 30 أغسطس 1995  | 27 نوفمبر 1997 |

## روابط خارجية
- الموقع الرسمي
- حساب Facebook الرسمي